# Henrik Jansson (organist)
Henrik Daniel Johannes Jansson, född 20 mars 1916 i Göteborg, död där 19 november 2000 (i Örgryte församling), var en svensk organist.
Jansson studerade vid Stockholms musikkonservatorium 1939–1942. Han var organist i Sollefteå församling, Sala och från 1959 i Slottsstadens församling i Malmö, samt domkyrkoorganist i Göteborgs domkyrka 1968–1979. Jansson var musikskribent i Malmötidningen Arbetet 1961–1967. Han är begravd på Sankt Ansgars griftegård i Borås.

## Priser och utmärkelser
- 1975 – Ledamot nr 797 av Kungliga Musikaliska Akademien[4]
- 1985 – Medaljen för tonkonstens främjande
- Göteborgs stads guldmedalj